# 威廉·李卜克内西
威廉·马丁·菲利普·克里斯蒂安·路德维希·李卜克内西（德語：Wilhelm Martin Philipp Christian Ludwig Liebknecht，德語發音：[ˈvɪlhɛlm ˈliːpknɛçt] ⓘ；1826年3月29日—1900年8月7日），简称威廉·李卜克内西，出生于德国吉森，德国社会主义者，德国社会民主党创始人之一，也是卡尔·李卜克内西的父亲。他与流亡英国伦敦的马克思和恩格斯联系密切，致力于国际社会主义运动。在其政治生涯中，他开创了将马克思主义革命理论与实际合法政治斗争相结合的路线。在他的领导下，德国社民党从一个边缘小党发展成为德国最大的政党。他是德国共产党创始人之一卡尔·李卜克内西的父亲。

## 生平

### 早年经历
1826年，威廉·李卜克内西出生于吉森，父亲是黑森州政府官员路德维希·克里斯蒂安·李卜克内西，母亲是凯瑟琳娜·伊丽莎白·亨丽埃塔。1832年，他的父母去世，他搬去同亲戚一起生活。1832年—1842年，他在吉森文理中学上学。随后，在柏林和马尔堡学习语言学、神学和哲学。这期间他研究了圣西门的著作，从此对共产主义产生了最初的兴趣，并转变为以吉森为中心的极端共和主义者。后由于参与学生激进运动，李卜克内西与德国当局发生了一些摩擦，他便决定移民美国避难。

### 去世
1900年8月7日，李卜克内西在柏林郊区的夏洛滕堡去世，享年74岁。他的葬礼上，送葬队伍的人数超过五万人。